# Eunicidae
Famille
Les Eunicidae sont une famille de vers annélides polychètes marins. Leurs fossiles sont connus depuis l'Ordovicien. Nombreux sont les eunicides à atteindre une taille considérable (2 mètres).

## Liste des genres
| Selon World Register of Marine Species (24 nov. 2012) : - genre Aciculomarphysa Hartmann-Schröder & Zibrowius, 1998 - genre Eunice Cuvier, 1817 - genre Euniphysa Wesenberg-Lund, 1949 - genre Fauchaldius Carrera-Parra & Salazar Vallejo, 1998 - genre Lysibranchia Cantone, 1983 - genre Lysidice Lamarck, 1818 - genre Marphysa Quatrefages, 1865 - genre Nematonereis Schmarda, 1861 - genre Palola Gray in Stair, 1847 - genre Heteromarphysa Verrill, 1900 - genre Palpiglossus Wagner, 1885 | Selon ITIS (24 nov. 2012) : - genre Eunice Cuvier, 1817 - genre Euniphysa Wesenberg-Lund, 1949 - genre Lysidice Savigny, 1818 - genre Marphysa Quatrefages, 1865 - genre Nematonereis Schmarda, 1861 - genre Palola Gray, 1847 - genre Paramarphysa Ehlers, 1887 |

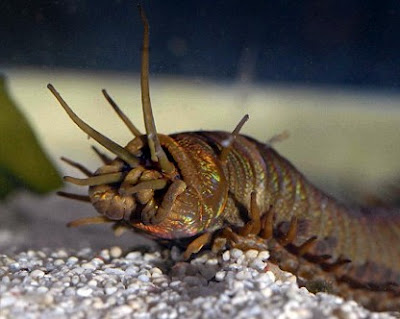
Eunice aphroditois
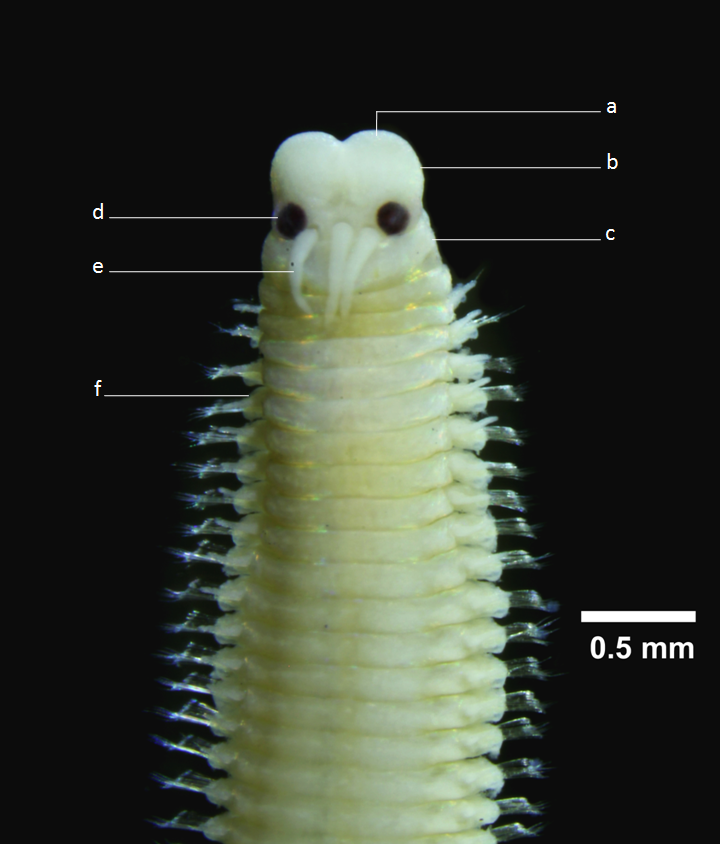
Lysidice oele
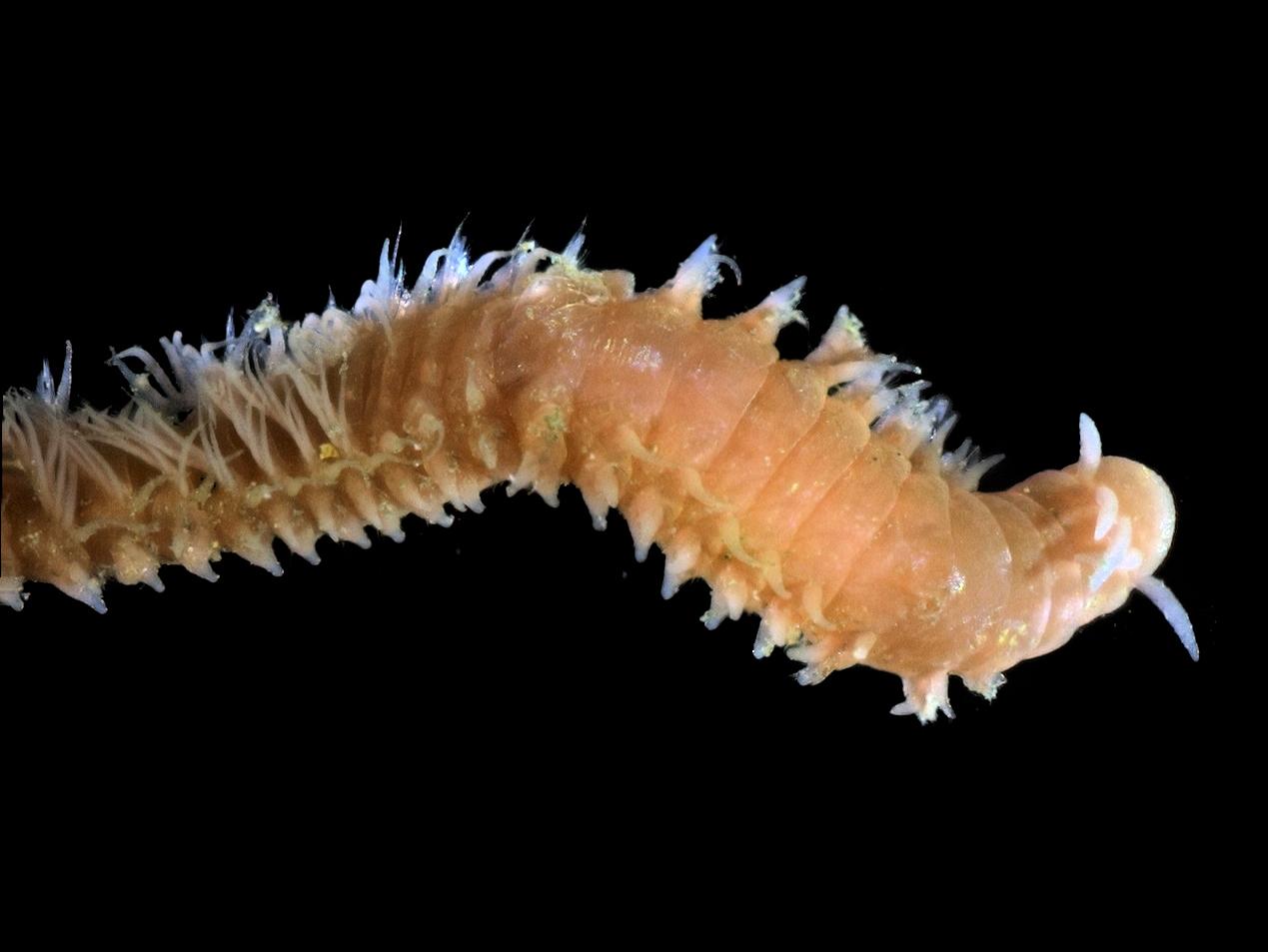
Marphysa sanguinea
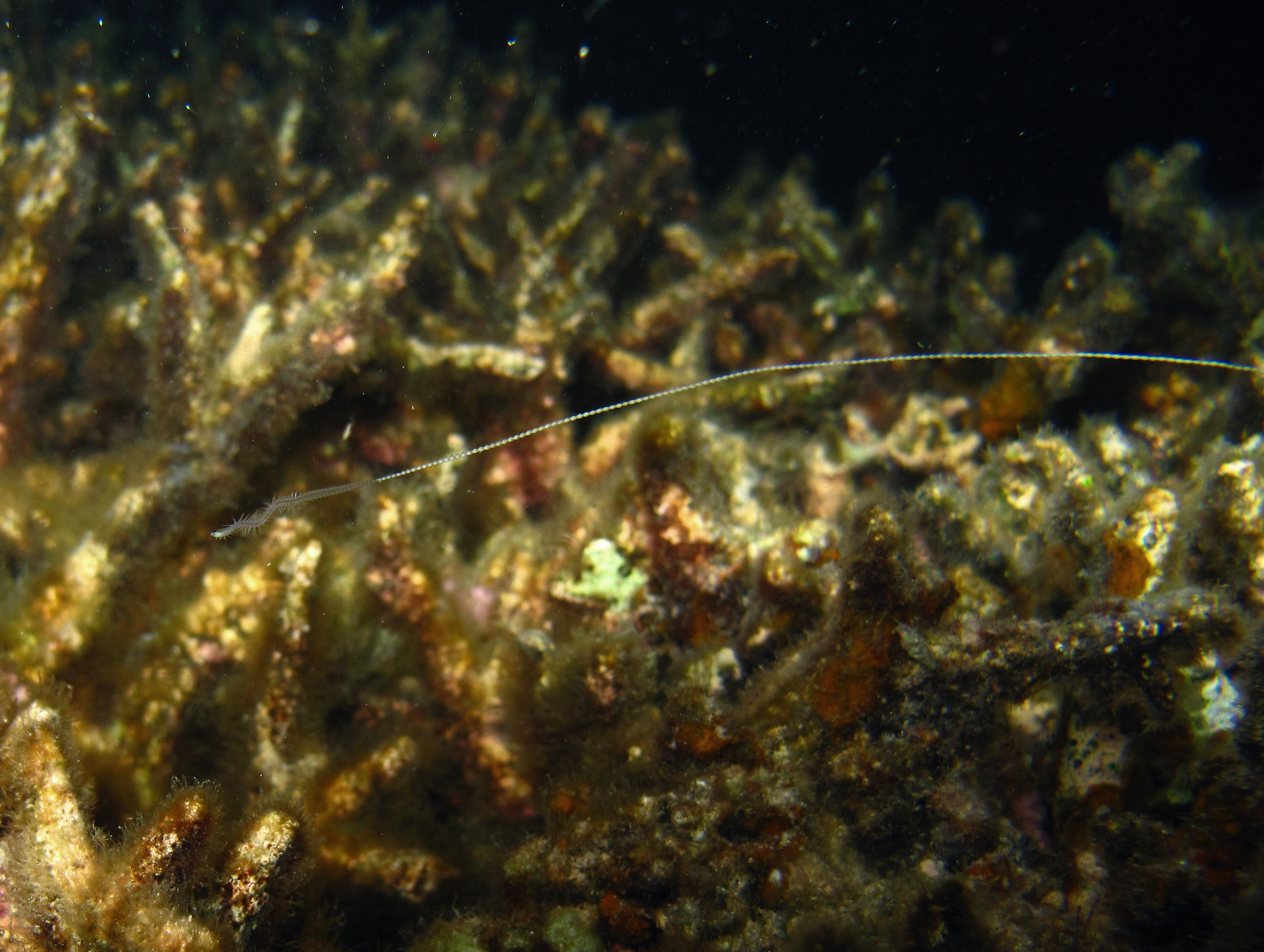
Palola sp.